# تئوری بیگ بنگ (فصل ۱۲)
فصل دوازدهم و آخرین فصل سریال کمدی موقعیت آمریکایی تئوری بیگ بنگ از ۲۴ سپتامبر ۲۰۱۸ از شبکه سی‌بی‌اس شروع و در ۱۶ مه ۲۰۱۹ به پایان رسید. این سریال از ۲۷ سپتامبر ۲۰۱۸ به زمان پخش خود در پنجشنبه شب‌ها برگشت.

## تولید
در مارس ۲۰۱۷، سی‌بی‌اس این سری را برای دو فصل دیگر تمدید کرد که مجموع آن را به دوازده فصل رساند و از طریق فصل ۲۰۱۸–۱۹ اجرا می‌کند. در ۲۲ اوت ۲۰۱۸، سی‌بی‌اس وبرادران وارنر، تلویزیون رسماً اعلام کرد که فصل دوازدهم سریال «آخرین فصل» خواهد بود. این نتیجه‌گیری از تصمیم جیم پارسونز برای ترک سری در پایان فصل بود اگر این سریال برای فصل سیزدهم تمدید شود. این سریال با پایان یک ساعته متشکل از دو قسمت متوالی در ۱۶ مه ۲۰۱۹ به پایان خواهد رسید.

## بازیگران

### شخصیت‌های اصلی
- جانی گالکی در نقش دکتر لئونارد هافستادر: فیزیکدانی با ضریب هوشی ۱۷۳ که در ۲۴ سالگی دکترا گرفته‌است. او در یک آپارتمان به همراه دوست و همکارش، شلدون کوپر زندگی می‌کند.
- جیم پارسونز در نقش دکتر شلدون کوپر: فیزیکدانی که اهل تگزاس است و از بچگی نبوغ خود را نشان داده و در ۱۱ سالگی وارد کالج شده‌است. او در ۱۶ سالگی دکترا گرفته و دارای ضریب هوشی ۱۸۷ است. او فردی بسیار خودخواه و مغرور است و توانایی‌های اجتماعی کمی دارد.
- کیلی کوئوکو در نقش پنی: دختر بلوند جوان و جذابی که همسایه شلدون و لئونارد است و لئونارد از همان ابتدا عاشق پنی می‌شود. پنی قصد دارد که بازیگر شود، اما خیلی موفق نیست. برای امرار معاش به عنوان پیش‌خدمت در رستوران چیزکیک فکتوری کار می‌کند.
- سایمون هلبرگ در نقش هاوارد والوویتز: مهندس هوافضا که یهودی است و تا فصل ششم با مادرش زندگی می‌کند. برخلاف شلدون، لئونارد و راج، او دکترا ندارد و به همین خاطر مورد تمسخر دوستانش قرار می‌گیرد به خصوص شلدون. او همواره در دفاع می‌گوید که فوق‌لیسانسش را از ام‌آی‌تی گرفته و در دنیای واقعی علم نقش دارد.
- کونال نایر در نقش دکتر راجش کوتراپالی: اخترشناس اهل دهلی نو که بیشتر دوستانش او را راج صدا می‌زنند. او به همراه شلدون بر روی نظریه استرینگ کار می‌کند. او بسیار خجالتی است و در صورتی که الکل ننوشیده باشد، نمی‌تواند با زن‌ها صحبت کند. البته این مشکل او در انتهای فصل ششم حل می‌شود.
- ملیسا راوش در نقش دکتر برنادت راستنکاوسکی: یک میکروب‌شناس که در ابتدا همکار پنی در رستوران است و توسط پنی به هاوارد معرفی می‌شود. در ابتدا آن‌ها با هم خوب نمی‌سازند، اما در ادامه رابطه آن‌ها بهتر می‌شود و در انتهای فصل ۵ ازدواج می‌کنند.
- ماییم بیالیک در نقش دکتر ایمی فارا فاولر: یک عصب‌شناس که راج و هاوارد او را در اینترنت به عنوان جفت مناسب برای شلدون پیدا می‌کنند. او از خیلی جهات شبیه شلدون است، اما علایق اجتماعی بیشتری نسبت به شلدون دارد. او همچنین با برنادت و پنی یک گروه دوستی تشکیل می‌دهد و در عروسی برنادت، ساقدوش او می‌شود.
- کوین سوزمان در نقش استوارت بلوم: صاحب مغازه کمیک‌بوک‌فروشی که شلدون، هاوارد، راج و لئونارد اغلب اوقات به آن سر می‌زنند. او بسیار شبیه به آن‌هاست جز این که توانایی اجتماعی بیشتری دارد و در مدرسه طراحی رود آیلند درس خوانده.

## قسمت‌ها
| شم. کلی | شم. در فصل | عنوان                             | کارگردان        | نویسنده | تاریخ انتشار اصلی | کد تولید  | U.S. تعداد بیننده (میلیون) |
| ------- | ---------- | --------------------------------- | --------------- | --- | ----------------- | --------- | -------------------------- |
| 256     | 1          | «The Conjugal Configuration»      | Mark Cendrowski | داستان : Chuck Lorre & Eric Kaplan & Tara Hernandez نمایشنامۀ تلویزیونی : Steve Holland & Maria Ferrari & Jeremy Howe                                                                     | ۲۴ سپتامبر ۲۰۱۸   | T12.16001 | 12.92                      |
| 257     | 2          | «The Wedding Gift Wormhole»       | Mark Cendrowski | داستان : Steve Holland & Steven Molaro & Maria Ferrari نمایشنامۀ تلویزیونی : Dave Goetsch & Eric Kaplan & Andy Gordon                                                                     | ۲۷ سپتامبر ۲۰۱۸   | T12.16002 | 12.04                      |
| 258     | 3          | «The Procreation Calculation»     | Mark Cendrowski | داستان : Chuck Lorre & Tara Hernandez & Adam Faberman نمایشنامۀ تلویزیونی : Steve Holland & Maria Ferrari & Anthony Del Broccolo                                                          | ۴ اکتبر ۲۰۱۸      | T12.16003 | 12.29                      |
| 259     | 4          | «The Tam Turbulence»              | Mark Cendrowski | داستان : Steve Holland & Steven Molaro & Maria Ferrari نمایشنامۀ تلویزیونی : Dave Goetsch & Eric Kaplan & Jeremy Howe                                                                     | ۱۱ اکتبر ۲۰۱۸     | T12.16004 | 12.94                      |
| 260     | 5          | «The Planetarium Collision»       | Mark Cendrowski | داستان : Eric Kaplan & Andy Gordon & Alex Ayers نمایشنامۀ تلویزیونی : Steve Holland & Maria Ferrari & Tara Hernandez                                                                      | ۱۸ اکتبر ۲۰۱۸     | T12.16005 | 12.22                      |
| 261     | 6          | «The Imitation Perturbation»      | Mark Cendrowski | داستان : Steve Holland & Maria Ferrari & Tara Hernandez نمایشنامۀ تلویزیونی : Eric Kaplan & Jeremy Howe & Adam Faberman                                                                   | ۲۵ اکتبر ۲۰۱۸     | T12.16006 | 12.99                      |
| 262     | 7          | «The Grant Allocation Derivation» | Mark Cendrowski | داستان : Eric Kaplan & Anthony Del Broccolo & Alex Yonks نمایشنامۀ تلویزیونی : Steve Holland & Dave Goetsch & Maria Ferrari                                                               | ۱ نوامبر ۲۰۱۸     | T12.16007 | 12.64                      |
| 263     | 8          | «The Consummation Deviation»      | Mark Cendrowski | داستان : Chuck Lorre & Steve Holland & Maria Ferrari نمایشنامۀ تلویزیونی : Eric Kaplan & Andy Gordon & Adam Faberman                                                                      | ۸ نوامبر ۲۰۱۸     | T12.16008 | 12.85                      |
| 264     | 9          | «The Citation Negation»           | Kristy Cecil    | داستان : Eric Kaplan & Tara Hernandez & Jeremy Howe نمایشنامۀ تلویزیونی : Steve Holland & Dave Goetsch & Maria Ferrari                                                                    | ۱۵ نوامبر ۲۰۱۸    | T12.16009 | 12.56                      |
| 265     | 10         | «The VCR Illumination»            | Mark Cendrowski | داستان : Steve Holland & Steven Molaro & Bill Prady نمایشنامۀ تلویزیونی : Maria Ferrari & Andy Gordon & Jeremy Howe                                                                       | ۶ دسامبر ۲۰۱۸     | T12.16010 | 12.52                      |
| 266     | 11         | «The Paintball Scattering»        | Mark Cendrowski | داستان : Maria Ferrari & Tara Hernandez & Adam Faberman نمایشنامۀ تلویزیونی : Steve Holland & Eric Kaplan & Anthony Del Broccolo                                                          | ۳ ژانویه ۲۰۱۹     | T12.16011 | 12.80                      |
| 267     | 12         | «The Propagation Proposition»     | Mark Cendrowski | داستان : Chuck Lorre & Steve Holland & Jeremy Howe نمایشنامۀ تلویزیونی : Maria Ferrari & Dave Goetsch & Eric Kaplan                                                                       | ۱۰ ژانویه ۲۰۱۹    | T12.16012 | 13.53                      |
| 268     | 13         | «The Confirmation Polarization»   | Mark Cendrowski | داستان : Eric Kaplan & Andy Gordon & Anthony Del Broccolo نمایشنامۀ تلویزیونی : Steve Holland & Maria Ferrari & Tara Hernandez                                                            | ۱۷ ژانویه ۲۰۱۹    | T12.16013 | 13.32                      |
| 269     | 14         | «The Meteorite Manifestation»     | Mark Cendrowski | داستان : Chuck Lorre & Steve Holland & Maria Ferrari نمایشنامۀ تلویزیونی : Eric Kaplan & Tara Hernandez & Jeremy Howe                                                                     | ۳۱ ژانویه ۲۰۱۹    | T12.16014 | 13.66                      |
| 270     | 15         | «The Donation Oscillation»        | Mark Cendrowski | داستان : Bill Prady & Jeremy Howe & Adam Faberman نمایشنامۀ تلویزیونی : Steve Holland & Dave Goetsch & Maria Ferrari                                                                      | ۷ فوریه ۲۰۱۹      | T12.16015 | 13.97                      |
| 271     | 16         | «The D&D Vortex»                  | Mark Cendrowski | داستان : Steve Holland & Maria Ferrari & Anthony Del Broccolo نمایشنامۀ تلویزیونی : Eric Kaplan & Andy Gordon & Tara Hernandez                                                            | ۲۱ فوریه ۲۰۱۹     | T12.16016 | 13.48                      |
| 272     | 17         | «The Conference Valuation»        | Mark Cendrowski | داستان : Chuck Lorre & Steven Molaro & Eric Kaplan نمایشنامۀ تلویزیونی : Steve Holland & Maria Ferrari & Jeremy Howe                                                                      | ۷ مارس ۲۰۱۹       | T12.16017 | 12.99                      |
| 273     | 18         | «The Laureate Accumulation»       | Mark Cendrowski | داستان : Steve Holland & Adam Faberman & David Saltzberg نمایشنامۀ تلویزیونی : Dave Goetsch & Eric Kaplan & Maria Ferrari                                                                 | ۴ آوریل ۲۰۱۹      | T12.16018 | 12.22                      |
| 274     | 19         | «The Inspiration Deprivation»     | Mark Cendrowski | داستان : Eric Kaplan & Maria Ferrari & Andy Gordon نمایشنامۀ تلویزیونی : Steve Holland & Anthony Del Broccolo & Tara Hernandez                                                            | ۱۸ آوریل ۲۰۱۹     | T12.16019 | 11.44                      |
| 275     | 20         | «The Decision Reverberation»      | Mark Cendrowski | داستان : Steven Molaro & Steve Holland & Tara Hernandez نمایشنامۀ تلویزیونی : Eric Kaplan & Maria Ferrari & Jermey Howe                                                                   | ۲۵ آوریل ۲۰۱۹     | T12.16020 | 11.84                      |
| 276     | 21         | «The Plagiarism Schism»           | Nikki Lorre     | داستان : Eric Kaplan & Maria Ferrari & Adam Faberman نمایشنامۀ تلویزیونی : Steve Holland & Dave Goetsch & Tara Hernandez                                                                  | ۲ مه ۲۰۱۹         | T12.16021 | 12.48                      |
| 277     | 22         | «The Maternal Conclusion»         | Kristy Cecil    | داستان : Steve Holland & Eric Kaplan & Jeremy Howe نمایشنامۀ تلویزیونی : Maria Ferrari & Andy Gordon & Anthony Del Broccolo                                                               | ۹ مه ۲۰۱۹         | T12.16022 | 12.59                      |
| 278     | 23         | «The Change Constant»             | Mark Cendrowski | Chuck Lorre & Steve Holland & Steven Molaro & Bill Prady & Dave Goetsch & Eric Kaplan & Maria Ferrari & Andy Gordon & Anthony Del Broccolo & Tara Hernandez & Jeremy Howe & Adam Faberman | ۱۶ مه ۲۰۱۹        | T12.16023 | 18.52                      |
| 279     | 24         | «The Stockholm Syndrome»          | Mark Cendrowski | Chuck Lorre & Steve Holland & Steven Molaro & Bill Prady & Dave Goetsch & Eric Kaplan & Maria Ferrari & Andy Gordon & Anthony Del Broccolo & Tara Hernandez & Jeremy Howe & Adam Faberman | ۱۶ مه ۲۰۱۹        | T12.16024 | 18.52                      |